# Termometru din sticlă cu mercur

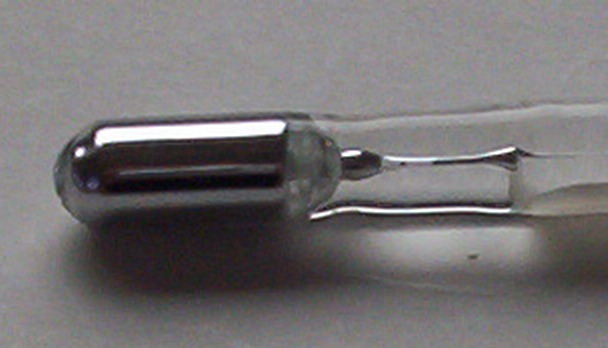
Termometru maximal cu mercur. Este vizibilă întreruperea coloanei de mercur.

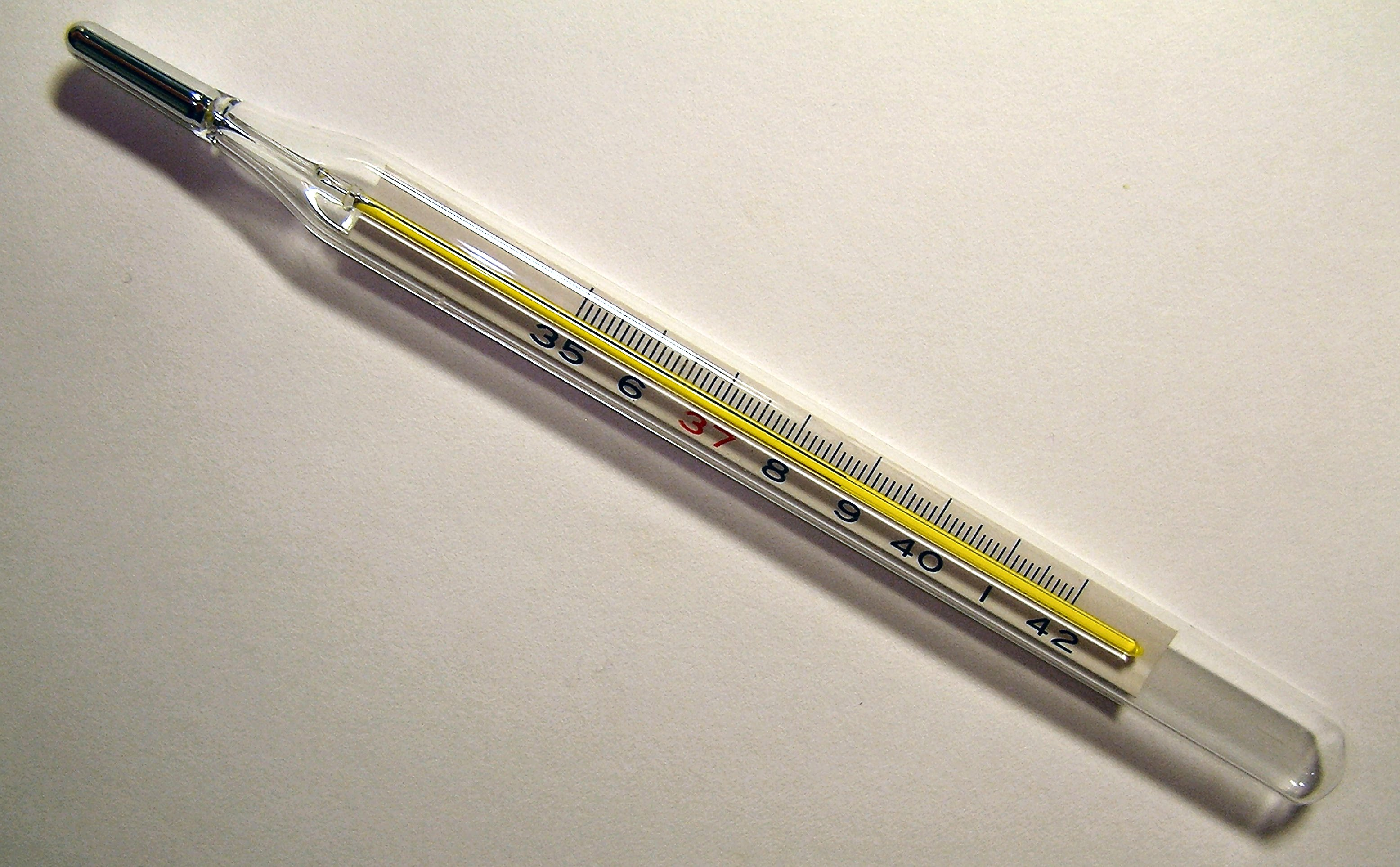
Termometru medical cu mercur. Se poate citi temperatura maximală de aproximativ 38,8 °C.

Termometrul din sticlă cu mercur este un termometru inventat de Daniel Gabriel Fahrenheit, bazat pe dilatarea termică a mercurului într-un tub capilar de sticlă.

## Istoric
Termometrul cu mercur a fost inventat de fizicianul și inginerul german Daniel Gabriel Fahrenheit.
Astronomul suedez Anders Celsius era interesat și de geografie și meteorologie. Pentru cercetările sale meteorologice a stabilit scara Celsius, pe care a descris-o în lucrarea sa Observații privind două grade persistente la un termometru , publicată în 1742. El a folosit două puncte fixe: temperatura de topire a gheții și temperatura de fierbere a apei. Aceasta nu era o idee nouă; Isaac Newton lucrase deja cu ceva asemănător. Deosebirea era aceea că Celsius a folosit temperatura de topire și nu cea de îngheț. Experimentele pentru o bună calibrare a termometrului s-au desfășurat pe parcursul a două ierni. Repetând experimentul de multe ori, el a descoperit că gheața se topește întotdeauna la același punct de calibrare marcat pe termometru. El a descoperit un punct similar la fierberea apei (punctul de evaporare a apei), deși când această determinare se face cu o precizie ridicată se observă o variație a acestui punct în funcție de presiunea atmosferică.  În momentul în care se îndepărta termometrul de vapori, nivelul mercurului creștea puțin. Acest fenomen se poate explica prin răcirea și contractarea rapidă a sticlei.
Presiunea aerului influențează punctul de fierbere al apei. Celsius susținea că nivelul coloanei de mercur la fierberea apei este proporțional cu înălțimea barometrului.
Când Celsius a decis să folosească propria scară de temperatură, el a ales punctul de fierbere al apei pure la 0 °C și punctul de topire al gheții la 100 °C, invers decît le alegem astăzi. Un an mai târziu fizicianul francez Jean-Pierre Cristin a propus versiunea inversată a scării, cu punctul de îngheț la 0 °C și punctul de fierbere la 100 °C, denumind-o scară centigradă.
În final, Celsius a propus o metodă de calibrare a termometrelor:
1. Se introduce tubul termometrului într-un amestec de gheață pisată și apă pură, și se marchează punctul unde se stabilizează lichidul termometric (mercurul). Acest punct reprezintă punctul de îngheț/dezgheț al apei.
2. Similar se ține termometrul în vaporii de deasupra apei care fierbe și se marchează punctul la care se stabilizează mercurul.
3. Se împarte lungimea dintre cele două puncte în 100 de diviziuni egale.

Aceste puncte sunt suficiente pentru o calibrare aproximativă, dar ambele puncte variază cu presiunea atmosferică.

## Principiu
Principiul de funcționare constă în dilatarea vizibilă a mercurului într-un tub de sticlă. Gradațiile de pe tubul de sticlă permit citirea temperaturii, proporțională cu lungimea coloanei de mercur din interiorul tubului, lungime ce variază cu temperatura. Pentru a crește sensibilitatea, majoritatea cantității de mercur se află într-un rezervor la capătul termometrului; dilatarea sau contractarea acestui volum de mercur este amplificată în porțiunea mult mai subțire a tubului. Citirea nivelului este facilitată de forma specială a secțiunii tubului de sticlă, care prin efectul de lentilă cilindrică face ca privind dintr-o anumită direcție coloana foarte subțire de mercur să apară mult lărgită. Spațiul neocupat de mercur poate fi umplut cu azot sau poate fi vid.
Mercurul se solidifică (îngheață) la −38,9 °C, deci poate fi folosit numai la temperaturi mai ridicate decât aceasta. Spre deosebire de apă, mercurul nu își mărește volumul la solidificare, deci nu va sparge tubul de sticlă. Din același motiv este greu de determinat momentul solidificării. Dacă termometrul conține azot, gazul poate să curgă în josul coloanei și să fie capturat în interiorul acesteia la creșterea temperaturii. Dacă se întâmplă aceasta, termometrul va putea fi folosit doar după recondiționarea de către fabricant. Pentru a evita aceste inconveniente este necesar ca toate termometrele cu mercur să fie ținute în interior când temperatura scade sub −37 °C. În zonele în care se așteaptă ca temperatura minimă să coboare sub −35 °C se poate utiliza un termometru conținând un amalgam (aliaj) de mercur cu 8,5 % taliu. Acesta are punctul de solidificare la −59 °C, ceea ce permite măsurarea temperaturilor mai mari de −56 °C.

## Sensibilitatea maximă
Teoretic, prin folosirea unor tuburi capilaresa cu diametrul din ce în ce mai mic se pot obține precizii de măsurare oricît de mari. Practic, din cauza efectelor combinate ale tensiunii superficiale, viscozității, stresului termic și presiunii interne, micșorarea diametrului face ca alungirea și scurtarea coloanei de mercur să se producă în salturi și astfel să ducă la citiri nereproductibile ale temperaturii; într-o oarecare măsură reproductibilitatea poate fi ameliorată prin lovirea ușoară a tubului. Ținând cont de această limitare, cele mai sensibile termometre cu mercur moderne prezintă un raport de 1 la 6200 între volumul corespunzător unui grad Celsius pe capilar și volumul rezervorului, caz în care lungimea de capilar corespunzătoare unui grad să fie de aproximativ 1 cm.

## Termometre maximale
Un tip special de termometre cu mercur, denumite termometre maximale, prezintă o constricție a tubului capilar deasupra rezervorului. În acest tip de termometre spațiul neocupat cu mercur este vidat. Odată cu creșterea temperaturii, mercurul este împins prin această constricție de către forța de expansiune. Când temperatura scade, coloana de mercur se întrerupe în zona constricției, nemaiputându-se retrage în rezervor și rămânând staționară în tubul capilar. Observatorul poate citi astfel temperatura maximă atinsă într-o anumită perioadă de timp. Pentru a readuce termometrul în starea inițială acesta trebuie scuturat. Pe acest principiu funcționează termometrul medical cu mercur.

## Înlocuire
Astăzi termometrele din sticlă cu mercur sunt încă des folosite în meteorologie, în celelalte domenii ele devenind din ce în ce mai rar folosite. Mercurul este foarte toxic pentru sistemul nervos și astfel în multe țări s-a interzis folosirea termometrelor cu mercur în medicină. Cel mai frecvent acestea sunt înlocuite cu termometre electronice sau termometre cu alcool. Există totuși și termometre care funcționează pe același principiu ca termometrele cu mercur, dar care folosesc ca lichid sensibil un aliaj de galiu, indiu și cositor, numit galinstan, cu temperatura de înghețare de -19 °C.